# Liparis pullei
Liparis pullei är en orkidéart som beskrevs av Johannes Jacobus Smith. Liparis pullei ingår i släktet gulyxnen, och familjen orkidéer. Inga underarter finns listade i Catalogue of Life.